# خواسته
خواسته می‌تواند از دیدگاه‌های مختلف مورد بررسی قرار گیرد.  در جوامع سکولار خواستن ممکن است همان میل در نظر گرفته شود که در علومی از قبیل روانشناسی یا جامعه‌شناسی مورد مطالعه قرار می‌گیرد.  خواسته در اقتصاد نیز به عنوان یک عنصر ضروری در حفظ و ادامه‌ی جوامع سرمایه‌داریای که حول محورهایی مانند مصرف‌گرایی سازمان یافته اند مورد بررسی قرار گیرد.  خواسته همچنین می‌تواند به صورت غیر سکولار و از طرق روحانی، اخلاقی یا مذهبی مورد بررسی قرار گیرد که این امر به ویژه در علی‌الخصوص در آیین بودایی مطالعه شود.
در علم اقتصاد ، خواسته چیزی است که مورد طلب است. در اقتصاد گفته می‌شود که هر فرد خواسته‌های نامحدودی دارد اما منابع محدودند. بنابراین، مردم نمی‌توانند همه چیزهایی را که می‌خواهند داشته باشند و باید به دنبال جایگزین‌هایی باشند که توانایی تقبل هزینه‌اش را دارند.
خواسته‌ها متفاوت از نیازها هستند.  نیاز چیزی است که وجودش برای زنده‌ماندن ضروری است (مانند غذا و سرپناه)، در حالی که خواسته صرفا چیزی است که فرد می‌خواهد آن را داشته باشد.  برخی از اقتصاددانان این تمایز را رد کرده‌اند و معتقدند که همه این‌ها در حوزه‌ی خواسته می‌گنجند و صرفا از نظر اهمیت متمایز می‌شوند. از این منظر، خواسته‌ها و نیازها می‌توانند به عنوان نمونه‌هایی از تقاضا در نظر گرفته شوند.
1. ↑   بایگانی‌شده  در ۱۱ ژوئیه ۲۰۱۹ توسط Wayback Machine در تاریخ 5 فوریه 2009 بازبینی شده است.